# 阿拉斯加的菲律賓人
阿拉斯加的菲律賓人，代表阿拉斯加州最大的亞裔美國人的群體。菲律賓海員早在1788年就被記錄與阿拉斯加原住民接觸，菲律賓移民繼續作為阿拉斯加的自然資源工業的工人到達：作為美國捕鯨船的水手; 作為朱諾和道格拉斯島的金礦淘金工人和阿拉斯加罐頭廠工人。阿拉斯加的菲律賓人社區與阿拉斯加原住民社區有長期的互動和通婚的歷史，許多阿拉斯加的菲律賓人也聲稱擁有阿拉斯加原住民的血統。
2014年，菲律賓人佔阿拉斯加亞裔和太平洋島民總數的52％，2010年，他們佔阿拉斯加總人口的2.7％。菲律賓裔美國人是安克雷奇市最大的少數民族，在阿留申群島和科迪亞克島也有很多人。

## 早期歷史
由於菲律賓在西班牙統治下的地位，菲律賓海員從十八世紀後期開始在穿過太平洋到阿拉斯加。一個可能的菲律賓人第一次到達阿拉斯加的例子是在1788年。一個無名的“馬尼拉人”是葡萄牙商船Iphigenia Nubiana的船員，與阿拉斯加原住民交換海獺皮。1789年，29名菲律賓海員出現在埃利奧諾拉島和美國的的毛皮貿易船上，這些船在回馬尼拉途中停靠在阿拉斯加修理。
1791年的馬拉斯實尼遠征隊也把菲律賓海員帶到阿拉斯加。他們是西班牙逃兵的替代品，當西班牙護衛艦在馬尼拉停下來的時候，他們已經被徵召了。他們被派往阿拉斯加海岸尋找西北航道。在雅庫塔灣，一名來自遠征隊的菲律賓男子引起了幾名特林吉特人的注意，據說他是他們中的一員，因為他的身體相似，並懇求他留在部落，因為他們想知道他是否被西班牙人抓住。
從1848年開始，阿拉斯加捕鯨熱潮期間，菲律賓水手是美國捕鯨船的一部分。船員們在加拿大阿拉斯加東北部的因紐皮雅特人社區旁邊的Jabbertown越冬。口述歷史表明，從這段接觸時代出現了語言交叉，有一些因紐皮雅克語詞彙出現在菲律賓一些方言中。
1903年，大約有80名菲律賓人組成了一個連接東南阿拉斯加和西雅圖的水下通信電纜的船員，從而在阿拉斯加現代通信系統的發展中發揮了至關重要的作用。菲律賓船員因在菲律賓鋪設電纜的經驗中擁有獨特的技術專長，這是在美國軍隊管理下開發的。

## 金礦
從二十世紀二十年代末開始，道格拉斯島和朱諾的金礦被發現是工業發展的結果，吸引了許多菲律賓勞工到阿拉斯加。 在承包商的帶領下，菲律賓人在阿拉斯加 - 朱諾黃金礦業公司或A-J礦山擔任礦石淘選員，並於1944年礦山關閉時在阿拉斯加定居。
前菲律賓礦工繼續成為阿拉斯加菲律賓社區組織的重要成員。而在朱諾定居的其他礦工則與特林吉特婦女結婚，並成為阿拉斯加菲律賓社區社區的活躍成員。

## 阿拉斯克羅斯
1898年至1934年間，在美國殖民時期，菲律賓人能夠以美國國民的身份自由移民美國。阿拉斯加東南部的鮭魚罐頭行業成為菲律賓工人的重要就業來源，菲律賓工人自稱為“Alaskeros”，主要是通過中國，日本和菲律賓的承包商受僱的。
雖然罐頭工人的工資微不足道，但與在菲律賓相比仍較高，雖容易受到勞動剝削但仍願前往阿拉斯加。 200多名工人被裝在只能容納150人的船隻上，而且食物大多數是大米和魚。 菲律賓罐頭工人一旦在罐頭廠工作，也遭到虐待和種族主義歧視。 
他們被迫從他們的工資中買雜貨，住在那些不如白人的那些罐頭工廠裡。作為移民工人，阿拉斯克羅斯在夏天從事三文魚罐頭工作，冬天住在華盛頓，俄勒岡州或加州。許多學生希望在夏季賺錢，以支付他們在學年期間的學費。
由於在1933年開始組織工會的重大努力，最終成立了美國第一個由菲律賓人領導的工會組織:罐頭和農業工人聯合會。工會面臨著勞工承包商的強烈反對，包括1936年由一名勞工承包商的侄子暗殺了第一任主席。
1982年，菲律賓和阿拉斯加當地的罐頭工廠工人聯盟起訴了Wards Cove包裝公司，該公司在阿拉斯加州擁有幾個種族歧視的罐頭工廠。從參與鮭魚罐頭行業開始，菲律賓和本土的原住民工人就被引進當“非技術性”工作，而白人工人往往被雇傭為“技術熟練“和高薪職位。

## 人口
儘管菲律賓人在阿拉斯加已存在了幾個世紀，一個名叫約翰尼·奧萊塔的阿拉斯加人可能是第一個在1910年左右全年居住的菲律賓人，當時他在罐頭季節之後定居在凱奇坎。根據1910年的美國人口普查，到1910年7月，阿拉斯加共有246名菲律賓人住在朱諾。1920年以後，阿拉斯加的菲律賓人有93人，1930年有164人，1940年有403人。到20世紀20年代，菲律賓人是阿拉斯加最大的單一移民群體。第一個永久性社區在東南部的凱奇坎和朱諾以及西南部的科迪亞克島開始發展。後來，安克雷奇將成為菲律賓最大飛地的地區，在費爾班克斯，瓦爾迪茲和基奈也有菲律賓人小社區。
當他們在20世紀30年代和40年代定居時，許多以前的季節性工作者成為企業主，特別是在餐飲業。因為像阿拉斯科羅斯這樣的工業勞動者主要是男性，他們與非裔美國人、特林吉特人，海達族，阿留申人和尤皮克人女性結婚。

## 文化
阿拉斯加各地的幾個菲律賓人社區已經形成了社區組織，作為社區聚會的空間。凱奇坎的菲律賓社區俱樂部，成立於1938年，由以前的菲律賓社交俱樂部組成，可能是阿拉斯加的第一個此類組織。該組織向菲律賓人提供了與當地政治人物交往的機會，與公職人員交談，並在凱奇坎討論菲律賓人社區的不滿情緒。
安克雷奇的菲律賓社區始於1953年一個叫做“單身漢俱樂部”的非正式的菲律賓人團體。安克雷奇的菲律賓人在此之前就已經聚集並慶祝了，在1937年的安克雷奇獨立日慶祝活動中，也有菲律賓拳手表演。安克雷奇單身漢俱樂部變成了安克雷奇和鄰近的菲律賓社區，在1957年隨著男人的妻子和孩子的到來而變得更加以家庭為導向。
朱諾的菲律賓人社區起源於該地區的許多菲律賓-特林吉特家族。由於擔心他們的孩子沒有被其他菲律賓人或特林吉特人完全接受，朱諾的菲律賓人特里吉特妻子舉行了社交活動和烘烤銷售活動，為社區禮堂籌集資金。